# Zwei Mädchen aus Wales und die Liebe zum Kontinent
Zwei Mädchen aus Wales und die Liebe zum Kontinent (Originaltitel: Les Deux Anglaises et le Continent) ist ein französischer Liebesfilm von François Truffaut aus dem Jahr 1971. Truffaut drehte den Film, ebenso wie Jules und Jim, nach einem Roman von Henri-Pierre Roché. Hauptdarsteller Jean-Pierre Léaud ist auch der Antoine Doinel aus der gleichnamigen Filmreihe Truffauts.

## Handlung
Um 1900 macht der junge Franzose Claude Roc, ein Dandy und Kunstfreund, die Bekanntschaft einer Engländerin namens Anne Brown (Tochter einer Freundin seiner Mutter), die ihn einlädt, seine Ferien bei ihrer Familie in Wales zu verbringen. Dort stellt sie ihm ihre jüngere Schwester Muriel vor und erreicht, dass Claude sich in Muriel verliebt. Die beiden puritanischen Schwestern sind fasziniert von dem ungezwungenen jungen Mann, den sie „Kontinent“ nennen. Doch die erhoffte Heirat von Muriel und Claude findet nicht statt: Ihre beiden Mütter halten sie für zu jung für eine Ehe und verlangen ein Jahr Trennung. Todunglücklich kehrt Claude nach Paris zurück und will durchhalten, aber sein freizügiges Leben gewinnt die Oberhand.
In der Zwischenzeit emanzipiert sich Anne und reist nach Paris, um Bildhauerin zu werden. Sie besucht Claude und wird seine Geliebte, ist sich aber zugleich bewusst, das Vertrauen Muriels, die Claude liebt, zu missbrauchen. Anne wird mit der Zeit Claudes Pendant in der Pariser Kunstszene. Sie nimmt sich sogar einen anderen Liebhaber, Diurka, was Claude trotz seiner liberalen Ansichten nur schlecht akzeptieren kann.
Das Drama erreicht seinen Höhepunkt, als Muriel vom Verhältnis Annes und Claudes erfährt. Sie wird schwerkrank und fällt in eine Depression, von der sie sich erst nach Jahren und mithilfe ihrer Religiosität erholt. Ihre Vorstellung von Reinheit trennt sie vom freien Leben ihrer Schwester.
Nun ist es Anne, die krank wird: Sie kehrt mit Tuberkulose nach Wales zurück und stirbt dort mit den Worten: „Ich habe den Mund voller Erde.“
Diese Worte werden Claude von Diurka überbracht, der sich zu Anne begeben hatte, um ihr einen Heiratsantrag zu machen.
Claude, am Boden zerstört, schreibt daraufhin einen Roman, in dem er eine Frau zwei Männer lieben lässt – ein Schlüsselroman über seine Erlebnisse mit den beiden Schwestern Brown mit dem Titel „Jérôme et Julien“. Diurka, der Verleger, kümmert sich um die Veröffentlichung. Claude sagt zu ihm: „Im Augenblick habe ich das Gefühl, dass es die Personen dieses Buches sind, die an meiner Stelle gelitten haben.“
Über Diurka lässt Muriel Claude wissen, wann sie auf einer Durchreise in Calais eintreffen wird. Er begibt sich natürlich sofort dorthin, und in einem Hotel verbringen sie eine gemeinsame Nacht, in der Muriel schließlich ihre Jungfräulichkeit verliert. Aber schon am Morgen lässt sie Claude verzweifelt zurück. Muriel beharrt darauf, dass sie niemals zusammen glücklich sein könnten. Eine letzte Hoffnung lässt Claude an ein Zusammenleben mit Muriel glauben: als sie meint, schwanger zu sein, doch diese Hoffnung erlischt, als Muriel ihm brieflich mitteilt, dass sie sich geirrt hat.
Viele Jahre gehen vorbei. Muriel hat geheiratet und eine Tochter bekommen. Mitte der zwanziger Jahre geht Claude, der niemals geheiratet hat, im Park des Rodin-Museums spazieren; er denkt an die Skulpturen Annes und an seine Liebe zu diesen beiden englischen Schwestern, als eine Gruppe junger Schülerinnen seine Aufmerksamkeit auf sich zieht. Er betrachtet sie und sucht das Gesicht von Muriel unter ihnen. Beim Weggehen sieht er in einem Autofenster sein gealtertes Antlitz – er trägt eine Brille und einen Bart – und meint erschrocken: „Ich sehe heute alt aus!“

## Hintergrund
- Truffaut sagte über seinen Film: „Es gibt manchmal in der Liebe eine echte Gewalt der Gefühle, die wollte ich filmen. Ich meine damit nicht nur die Umarmungen, die ich versucht habe, objektiv und roh zu filmen, ohne Musik, sondern auch die Geständnisse, die Beichten, die Trennungen, die zur Folge haben, dass Personen sich erbrechen müssen oder in Ohnmacht fallen. Um es in einen Satz zu bringen: Ich habe nicht versucht, einen Film über körperliche Liebe, sondern einen körperlichen Film über die Liebe zu machen.“[1]
- Vergleicht man Figuren und Handlung von Truffauts Film mit Rochés Buch so fallen, neben einigen notwendigen Kürzungen, im Wesentlichen zwei Abweichungen auf: Ist im Film Anne Brown die ältere der beiden Schwestern, so war es im Buch Muriel. Und ungefähr im letzten Drittel des Films weicht Truffaut stark von der Romanvorlage ab. Da ist zum einen der Tod von Claudes Mutter, Madame Roc, die im Roman, im letzten Tagebucheintrag von Claude im Jahr 1927 noch am Leben ist. Und wesentlicher noch – es stirbt im Film auch Anne, die am Ende des Buches glücklich verheiratet und Mutter von Kindern ist.
- Truffauts eigene Vorstellung von seinen drei Hauptfiguren machte er mit diesem Vergleich deutlich: „Unser Protagonist ist so etwas wie der junge Proust, der sich in Charlotte und Emily Brontë verliebt.“[2] Beim Tod Annes sind ihre letzten, an Muriel gerichteten Worte die, die auch Emily Brontë auf dem Sterbebett zu ihrer Schwester Charlotte gesagt haben soll: „If you will send for a doctor, I will see him now.“[3] (Untertitel auf der DVD des Films: „Wenn du den Arzt jetzt rufen möchtest, ich habe nichts mehr dagegen.“) Nach seiner Rückkehr aus Wales nach Paris berichtet Diurka an Claude: „Sie hat kurz vor ihrem Tod einen schönen, aber auch schrecklichen Satz gesagt: ‚Ich habe den Mund voller Erde.‘“ Auch dies ein Satz, der Emily Brontë zugeschrieben wird: „My mouth is full of dirt.“[4] (Untertitel auf der DVD des Films an dieser Stelle allerdings: „Sie sagte: ‚Ich habe das Leben genossen.‘“)
- In den im Park des Rodin-Museums aufgenommenen Einstellungen des Epilogs werden zwei Skulpturen besonders gewürdigt. Zum einen die Statue von Balzac, über die es vorher im Film einmal hieß, die Auftraggeber hätten die Annahme mit Empörung verweigert; jetzt aber, Jahre später, heißt es: Sie „ist endlich anerkannt und wird von allen bewundert.“ Zum anderen Rodins Skulptur Le Baiser / Der Kuss, die in einer langen Kamerafahrt aufgenommen wird.
- Die Dreharbeiten fanden im Zeitraum von Ende April bis Anfang Juli 1971 an den folgenden Orten statt: In der Nähe der Ortschaft Auderville auf der Halbinsel Cotentin (hier wurden fast alle in Wales spielenden Szenen gedreht), in Cherbourg (die Ankunft von Muriel in Calais), in der Nähe von Lamastre (die verschiedenen Zug-Ankünfte und -Abfahrten) mit dem historischen Train de l’Ardèche, am Lac de la Motte (die Szenen mit Claude und Anne an einem Schweizer See) sowie in diversen Innenräumen und im Musée Rodin und dessen Garten in Paris.[5]
- Nach einigen negativen Kritiken unmittelbar nach dem Filmstart Ende 1971[6] und „auf Drängen der Filmtheaterbesitzer“ sah sich Truffaut veranlasst, einige Kürzungen – von insgesamt 14 Minuten – vorzunehmen. Wenige Monate vor seinem Tod im Jahre 1984 rekonstruierte Truffaut gemeinsam mit der Filmeditorin Martine Barraqué die ursprüngliche, allerdings mit einer neuen Tonmischung versehene Fassung. Sie hat eine Länge von 132 Minuten und trägt seither den kürzeren Titel Les Deux Anglaises.[7] (Die von Concorde herausgegebene deutsche DVD-Fassung des Films hat eine Länge von 124 Minuten.)
- In Deutschland war der Film erstmals am 11. Februar 1973 im Abendprogramm der ARD zu sehen. Einen vorherigen Kinostart gab es nicht[8].

## Kritiken
Der film-dienst urteilte: »Ästhetisch sorgfältig komponierter und psychologisch vielschichtiger Film, der die Vielfalt der Gefühle schildert und Ursachen spürbar werden läßt, die diese Menschen zu einer dauerhaften Beziehung unfähig macht. Ein Diskurs über die Unmöglichkeit absoluter Liebe, die eine ebenso verlockende und zerstörerische Utopie darstellt.«
Die Zeit ließ am 9. Februar 1973 verlauten: »Ganz kühl und konzentriert demonstriert der Regisseur in seinem nach eigener Einschätzung "wahrscheinlich ernstesten Film" die Distanz zwischen den beiden Geschichten, den Unterschied von romantischer Fiktion und bitterer Biographie. Es ist ein sehr schöner, sehr trauriger Film über die Fragilität von Emotionen, über den langsamen Tod einer Liebe.«

## Synchronisation
| Rolle      | Darsteller        | Synchronsprecher   |
| ---------- | ----------------- | ------------------ |
| Claude Roc | Jean-Pierre Léaud | Wolfgang Draeger   |
| Anne Brown | Kika Markham      | Heidi Treutler     |
| Claire Roc | Marie Mansart     | Marianne Wischmann |
| Diurka     | Philippe Léotard  | Thomas Braut       |
| Makler     | Georges Delerue   | Norbert Gastell    |
| Erzähler   |                   | Holger Hagen       |

## DVD
Zwei Mädchen aus Wales und die Liebe zum Kontinent. (Teil der François Truffaut Collection 2.) Concorde Home Entertainment, 2016. – Enthält als Extras u. a. zwei kurze Fernseh-Features über die Dreharbeiten sowie am Set gefilmte Super-8-Aufnahmen von Jean Gruault.